# 1,2-Diiodethan
1,2-Diiodethan ist ein zweifach iodiertes Derivat des Ethans und somit ein halogenierter Kohlenwasserstoff. Es ist isomer zu 1,1-Diiodethan.

## Eigenschaften
1,2-Diiodethan bildet gelbe monokline Prismen mit einem Schmelzpunkt von 83 °C und einer hohen Dichte von 3,325 g·cm−3. Der kritische Punkt liegt bei einer Temperatur von 749,91 K, einem Druck von 47,30 bar und einem Volumen von 323,5 ml·mol−1.

## Verwendung
In der organischen Synthese wird es vor allem zur Darstellung von Samarium(II)-iodid und Ytterbium(II)-iodid in THF verwendet.
{\displaystyle \mathrm {Sm\ +\ ICH_{2}CH_{2}I\ {\xrightarrow[{}]{THF}}\ SmI_{2}\ +\ H_{2}C{=}CH_{2}} }